# キャンドル・コーヴ
『キャンドル・コーヴ』 (英語: Candle Cove、直訳すると「蝋燭入江」) は2009年にインターネット上で公開されたホラー作品であり、クリーピーパスタの1つでもある。

## 解説
作者のクリス・ストラウブ (英: Kris Straub) はウェブ漫画などの著作でも知られる。同名の架空のテレビシリーズ『キャンドル・コーヴ』を子供の頃に見た人々が、後にその不穏な内容をインターネットコミュニティでのやり取りを通じて思い出していくという内容である。
ストラウブは、風刺のあるニュースを提供する報道機関ジ・オニオンで発表された記事"Area 36-Year-Old Still Has Occasional Lidsville Nightmare" (ある成人男性が、子供の頃に見たLidsvilleという子供向けの奇妙なテレビ番組のためにいまだに悪夢を見るという内容) を読んだことで、この作品を書く着想を得たと述べている。この作品は急速に人気を集め、二次創作の映像作品が数多くYouTubeに投稿された。2015年に、ストラウブは『キャンドル・コーヴ』を含む短編作品をまとめ、Candle Cove and Other Storiesと題して自費出版した。The Vergeというニュースメディアでは、クリーピーパスタのほとんどが匿名の著者によって制作されており、フォークロアのような性質がある一方で、『キャンドル・コーヴ』は出自と作者が明確になっているという点で他のクリーピーパスタと異なっていると評されている。
後にテレビ番組に翻案され、テレビシリーズ『チャンネル・ゼロ』の第1期としてSyfyで2016年10月11日に初めて放送されたほか、2015年には『キャンドル・コーヴ』内で登場するテレビ局を題材としたスピンオフ作品、『Local 58』が制作された。

## あらすじ
物語は『ネット・ノスタルジア・フォーラム』 (英: NetNostalgia Forums) という名称のインターネットコミュニティのスレッドという形式で展開される。そこではユーザたちが『キャンドル・コーヴ』という異常なテレビ番組について語り合っている。ユーザたちは全員その番組を子供の頃に見たことを覚えている。その番組にはジャニス (英: Janice) という幼い少女が登場する。その少女は自分が海賊と友達になっていると想像している。海賊は人形によって演じられている。 
ユーザたちは思い出話にふけるにつれて、番組の不穏な内容について思い出し始める。「スキン・テイカー」 (英: Skin-Taker、直訳すると「皮取り」) というキャラクターは骸骨の海賊で、子供の皮でできた服を着ている。あるエピソードは人形たちがもがいて絶叫するという内容だけで構成されている。その番組の存在を示す外部の記録は存在せず、ユーザたちの間でエピソードについての記憶に食い違いが見られる。あるユーザが最近訪ねた母親から、子供の頃に『キャンドル・コーヴ』を見ると称してテレビの砂嵐を眺めていたことを明かされたと述べて、物語は終わる。 

## 評価
インターネットマガジンAeonのウィル・ワイルズ (英: Will Wiles) は『キャンドル・コーヴ』に対し、電子掲示板の形式を物語表現の手法として利用している優れた実例であるという評価を送っている。The Vergeでも賞賛されており、子供の頃に見たうろ覚えの物語の懐旧の念に対する、全く新しいダークな解釈を展開しており、それが実は想像以上に身の毛のよだつものであったことに気付かせる内容になっていると評されている。